# 1859 في المملكة المتحدة
فيما يلي قوائم الأحداث التي وقعت خلال عام 1859 في المملكة المتحدة.

## سياسة

### تعيين في المنصب
- 12 يونيو – لورد بالمرستون رئيس وزراء المملكة المتحدة.
- 18 يونيو – جون رسل وزير الدولة للشؤون الخارجية وشؤون الكومنولث [الإنجليزية]‏.

### انتهاء فترة المنصب
- 11 يونيو – إدوارد بولوير لايتون وزارة المستعمرات في بريطانيا.
- 11 يونيو – إدوارد سميث ستانلي رئيس وزراء المملكة المتحدة.
- 11 يونيو – لورد بالمرستون زعيم معارضة.

## كتب
من الكتب التي صدرت هذه السنة في المملكة المتحدة:
- 1 يناير – عن الحرية من تأليف جون ستيوارت مل.
- 1 يناير – قصة مدينتين من تأليف تشارلز ديكنز.

## مواليد

### يناير
- 11 يناير – جورج كرزون سياسي بريطاني.

### فبراير
- 2 فبراير – هافلوك إليس

### مارس
- 26 مارس – آلفرد إدوارد هاوسمان

### أبريل
- 8 أبريل – توم واتسون
- 25 أبريل – جوزيف هنري ميدن عالم نبات من المملكة المتحدة.

### مايو
- 2 مايو – جيروم كلابكا جيروم
- 22 مايو – آرثر كونان دويل

### يونيو
- 9 يونيو – دوفتون ستاردي ضابط بحري من المملكة المتحدة.

### يوليو
- 13 يوليو – سيدني ويب
- 20 يوليو – روبرت بولدر

### سبتمبر
- 12 سبتمبر – أليس آيرس

### أكتوبر
- 11 أكتوبر – كولن كامبل

### ديسمبر
- 5 ديسمبر – سيدني لي

## وفيات

### يناير
- 1 يناير – جون بيكون (مواليد 1777)
- 21 يناير – هنري هالام (مواليد 1777)
- 28 يناير – فريديريك روبنسون (مواليد 1782) سياسي بريطاني.

### يوليو
- 8 يوليو – توماس ماسترمان وينتربوتوم (مواليد 1766) فاعل خير وطبيب إنجليزي.

### سبتمبر
- 10 سبتمبر – توماس ناتول (مواليد 1786)
- 15 سبتمبر – إسامبارد كينجدم برونيل (مواليد 1806)
- 22 سبتمبر – ويليام أليسون (مواليد 1790)

### أكتوبر
- 12 أكتوبر – روبيرت ستيفنسون (مواليد 1803)

### ديسمبر
- 28 ديسمبر – لورد ماكولي (مواليد 1800)